# هيث لونيبورغ

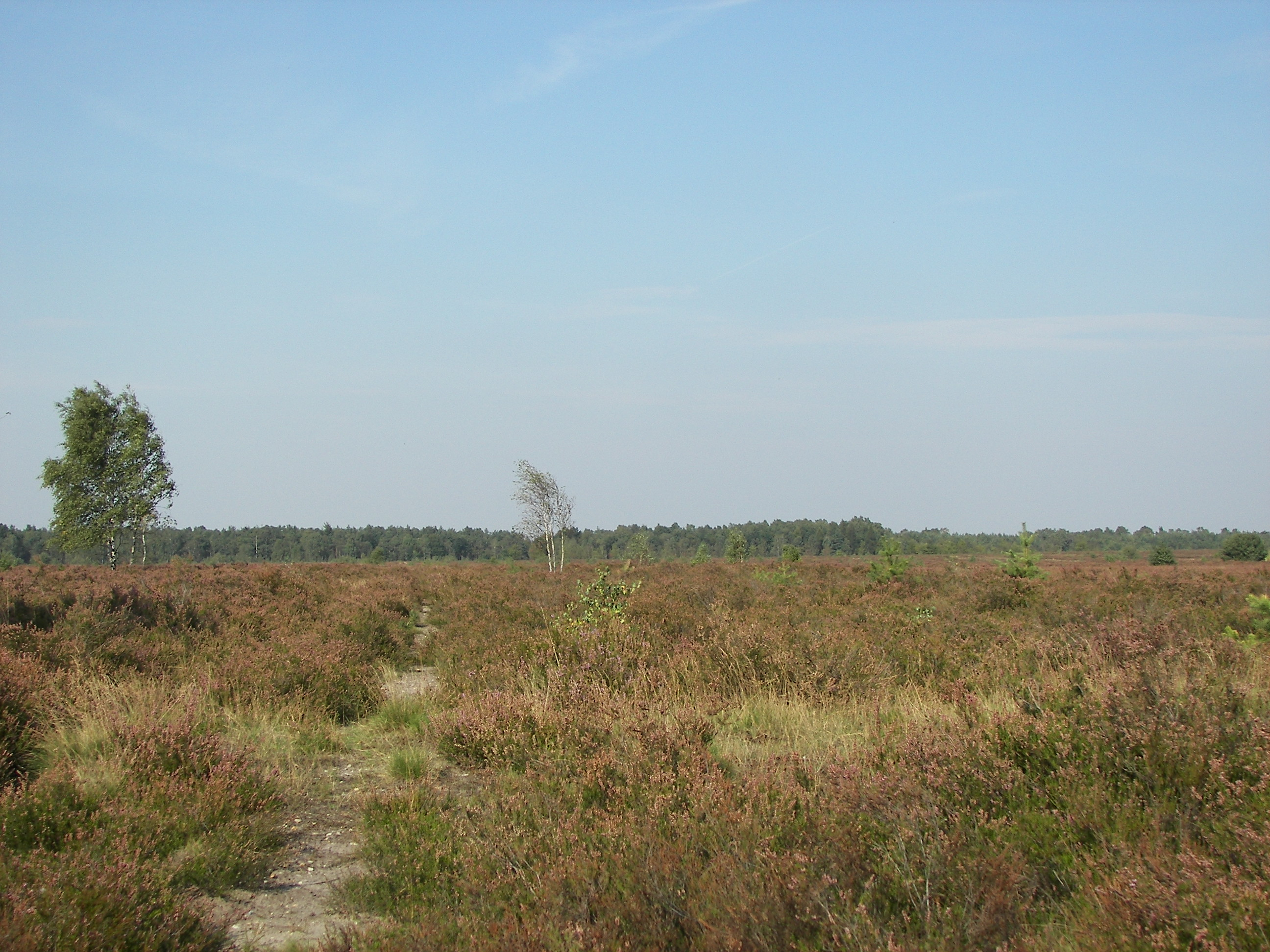
هيث لونيبورغ

هيث لونيبورغ (بالألمانية:  Lüneburger Heide): مساحة واسعة من مقاطعة هيث و كيست والغابات، تقع في الجزء الشمالي الشرقي من ولاية سكسونيا السفلى في شمال ألمانيا. وهي تشكل جزء من المناطق النائية لمدن هامبورغ وهانوفر، وفيردر بريمن وقد سميت على اسم مدينة لونيبورغ. معظم المنطقة هي محمية طبيعية. ref>vgl. BFN Lower Saxony Landscape Profile</ref>
هيث لونيبورغ لديها مساحات واسعة من الأراضي النموذجية التي كانت تغطي معظم الريف الشمالي الألماني حتى عام 1800 تقريبا.

## معرض صور

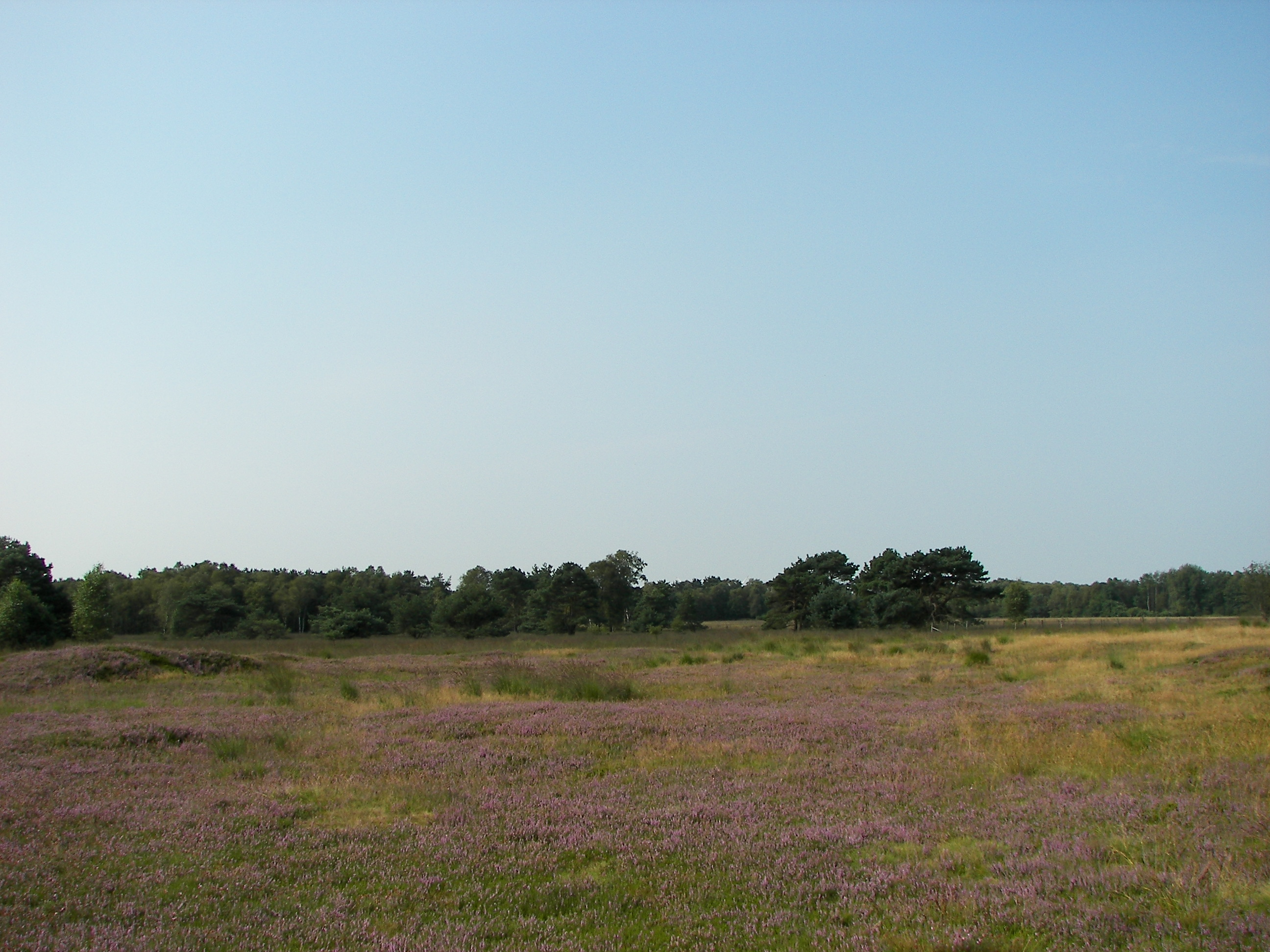
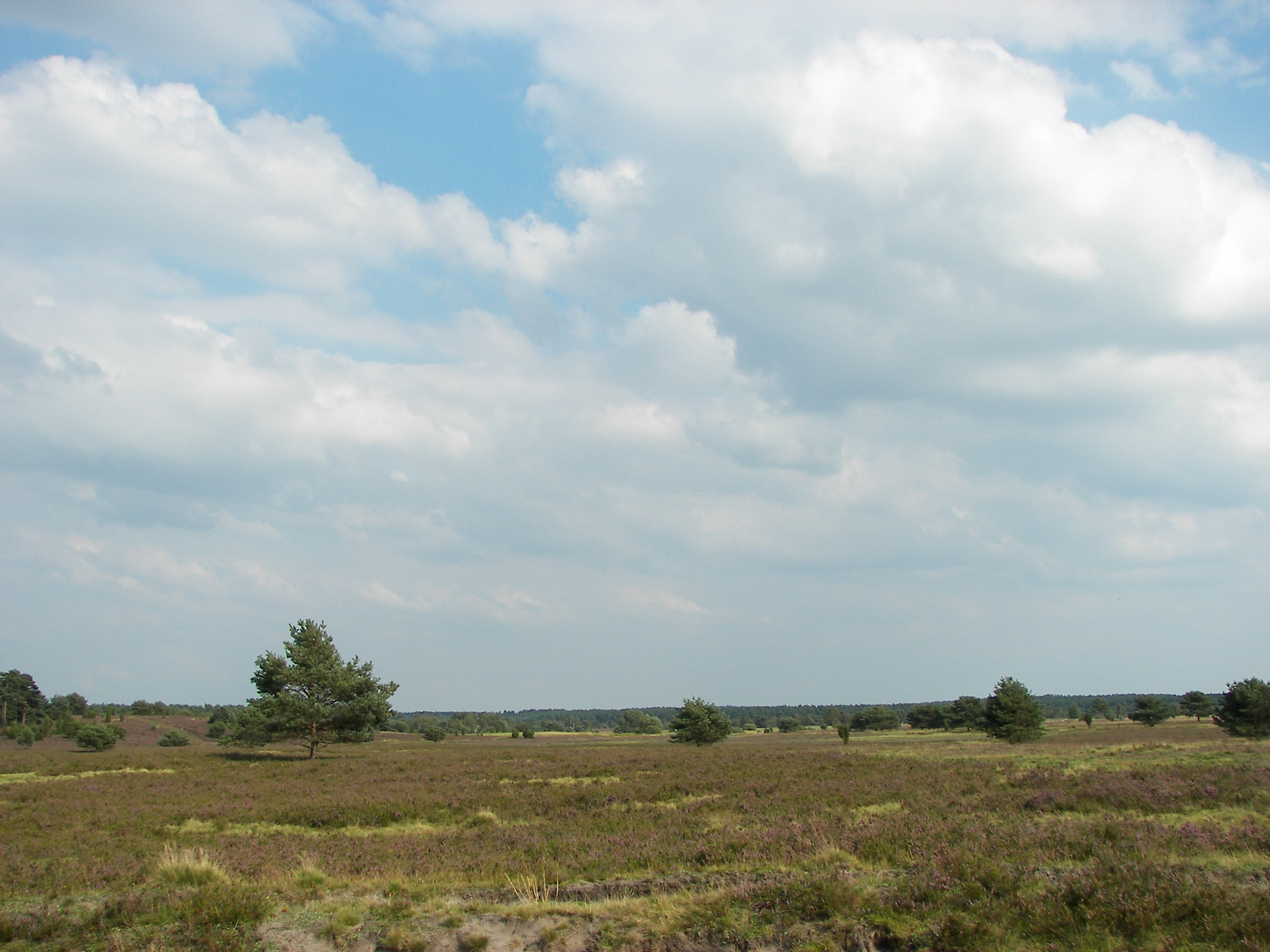
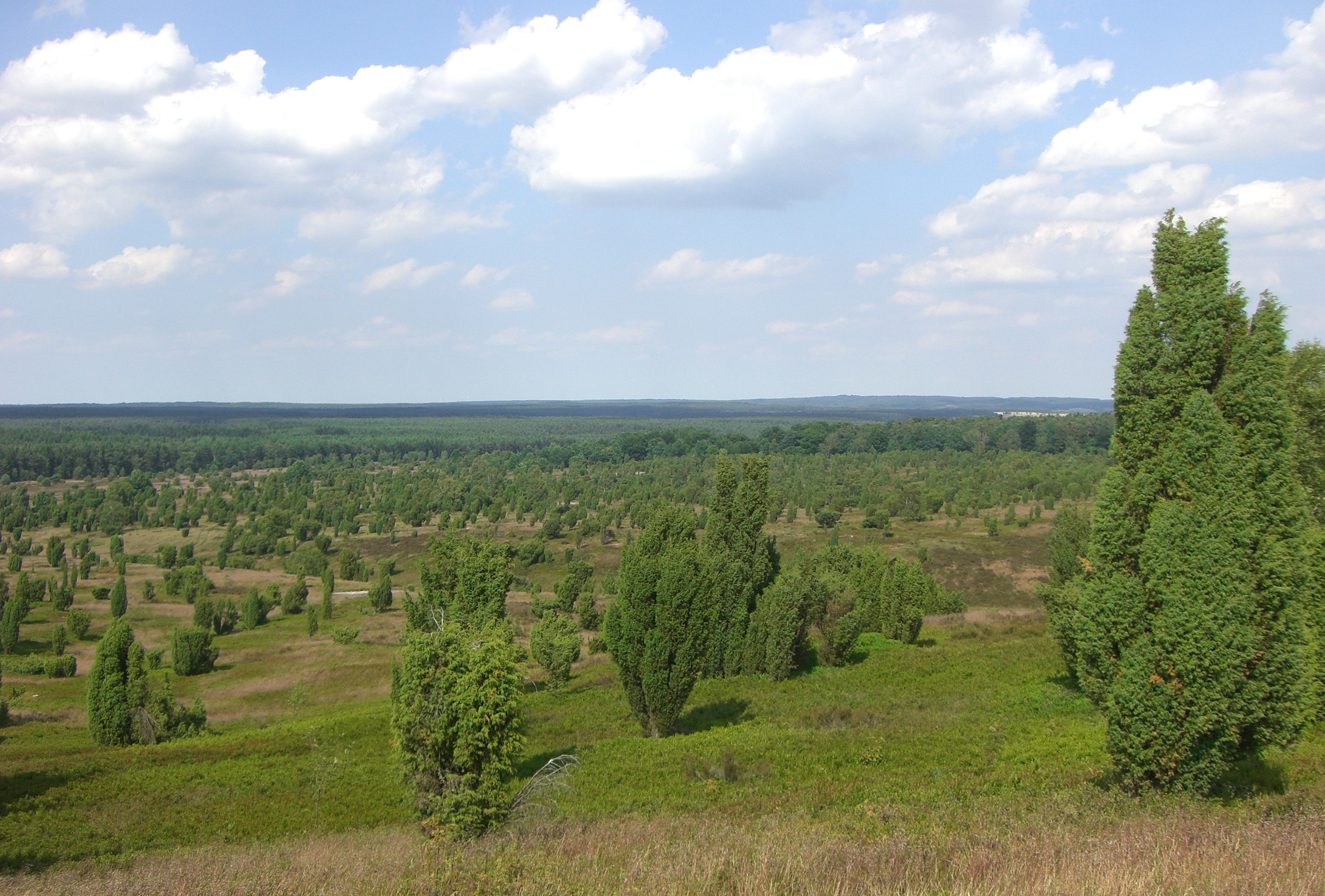
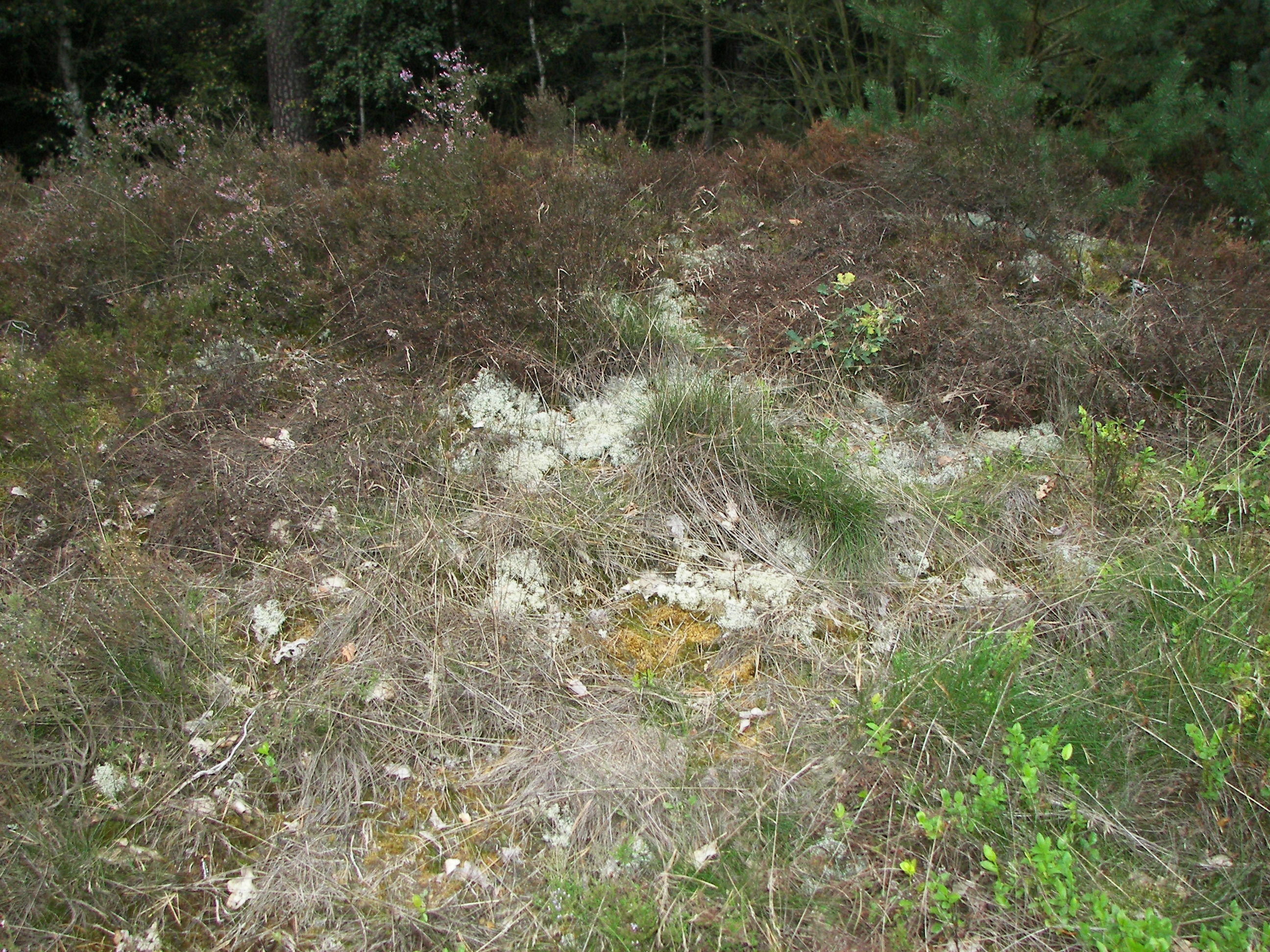

## أعلام
- هاينريش هيملر